# Euspondylus caideni
Euspondylus caideni — вид ящірок родини гімнофтальмових (Gymnophthalmidae). Ендемік Перу.

## Поширення і екологія
Euspondylus caideni мешкають в Перуанських Андах, в долинах річок Токопокейу, Окобамба і Косірені в регіоні Куско. Вони живуть в гірських тропічих лісах. Зустрічаються на висоті від 2780 до 2850 м над рівнем моря.